# Oryun-dong
Oryun-dong là một phường, dong của Songpa-gu, Seoul, Hàn Quốc.

## Vận chuyển
- Ga công viên Olympic của Tuyến Seoul 5
- Ga Mongchontoseong của Tuyến Seoul 8

## Liên kết
- (tiếng Hàn) Trang trung tâm dân cư Oryun-dong[liên kết hỏng]
- Bản đồ Songpa-gu